# Palmyra (rạn san hô vòng)

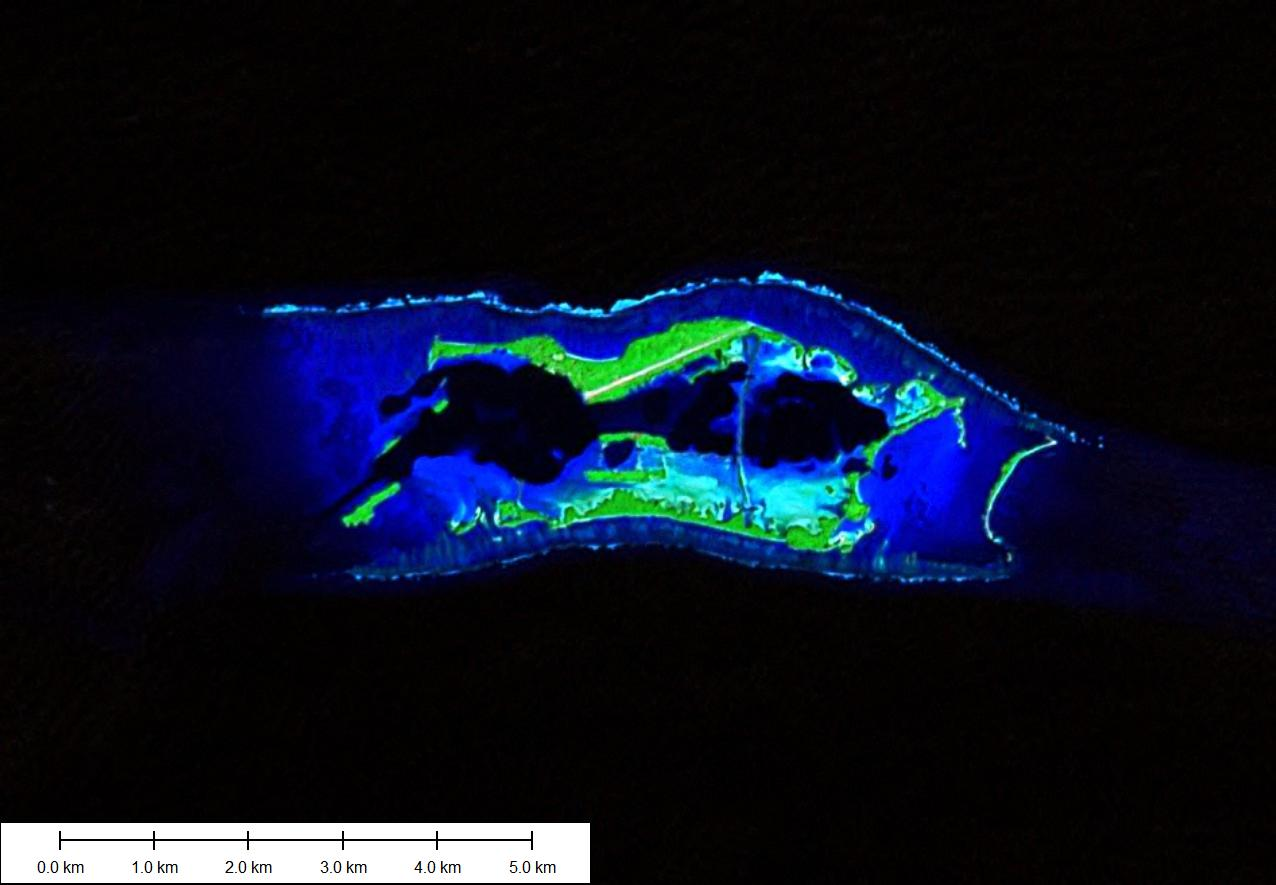
Rạn san hô vòng Palmyra nhìn từ vệ tinh Landsat, tỉ lệ 1:50.000

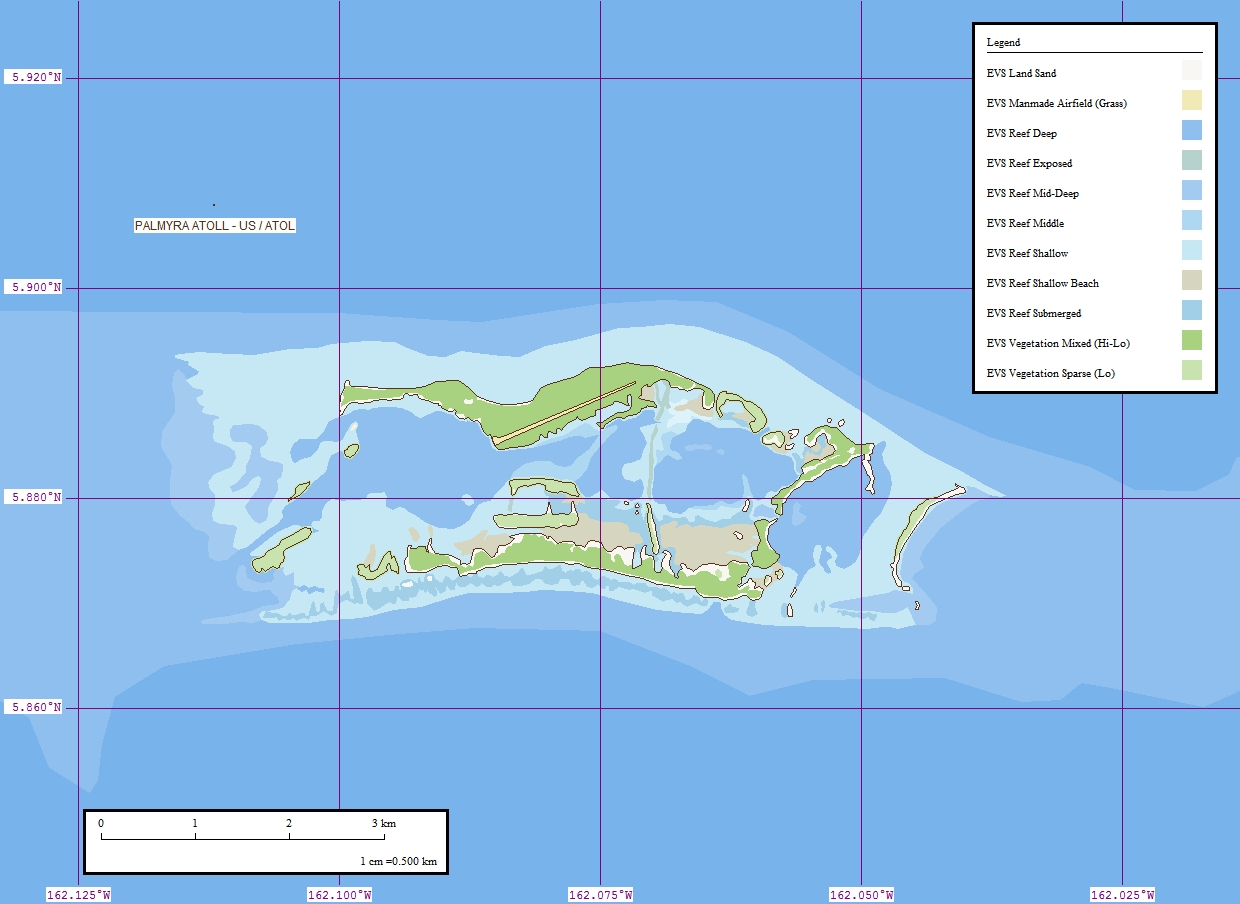
Rạn san hô vòng Palmyra, bản đồ Marplot, tỉ lệ 1:50.000

Rạn san hô vòng Palmyra, hay đảo Palmyra, là một rạn san hô vòng có chủ quyền và quyền tài phán của Chính phủ Hoa Kỳ. Đảo san hô này rộng 4,6 dặm vuông (12 km²) và nó nằm trong Bắc Thái Bình Dương ở tọa độ 5°53′B 162°5′T / 5,883°B 162,083°T. Về mặt địa lý thì Palmyra là một đảo trong Quần đảo Line (phía đông nam Rạn san hô Kingman và phía bắc Kiribati thuộc Quần đảo Line). Nó nằm gần như về phía nam của Quần đảo Hawaii, khoảng nửa đường từ Hawaii đến Samoa thuộc Mỹ. Bờ biển dài 9 dặm (14,5 km) có một nơi để neo tàu được biết là Phá Tây (West Lagoon). Đảo gồm có một dãy bờ đá rộng, hai phá nông và khoảng 50 đảo con và cồn bằng đá san hô và cát trên đó có thực vật; đa số là dừa, Scaevola, và cây Pisonia.
Tất cả các đảo con của rạn vòng này nối tiếp với nhau, trừ Đảo Cát (Sand Island) ở phía tây và Đảo Barren ở phía đông. Đảo lớn nhất là Đảo Cooper ở phía bắc, kế đến là Đảo Kaula ở phía nam. Vòng cung phía bắc được tạo bởi Đảo Straw, Đảo Cooper, Đảo Aviation, Đảo Quail, Đảo Whippoorwill, kế đến vòng cung ở phía đông là Đảo Eastern, Đảo Papala và Đảo Pelican, và vòng cung phía nam là Đảo Bird, Đảo Holei, Đảo Engineer, Đảo Tananger, Đảo Marine, Đảo Kaula, Đảo Paradise và Đảo Home (theo kim đồng hồ). Lượng mưa trung bình hàng năm là khoảng 175 in (4,445 mm). Nhiệt độ ban ngày trung bình là 85 °F quanh năm.

## Tình trạng chính trị

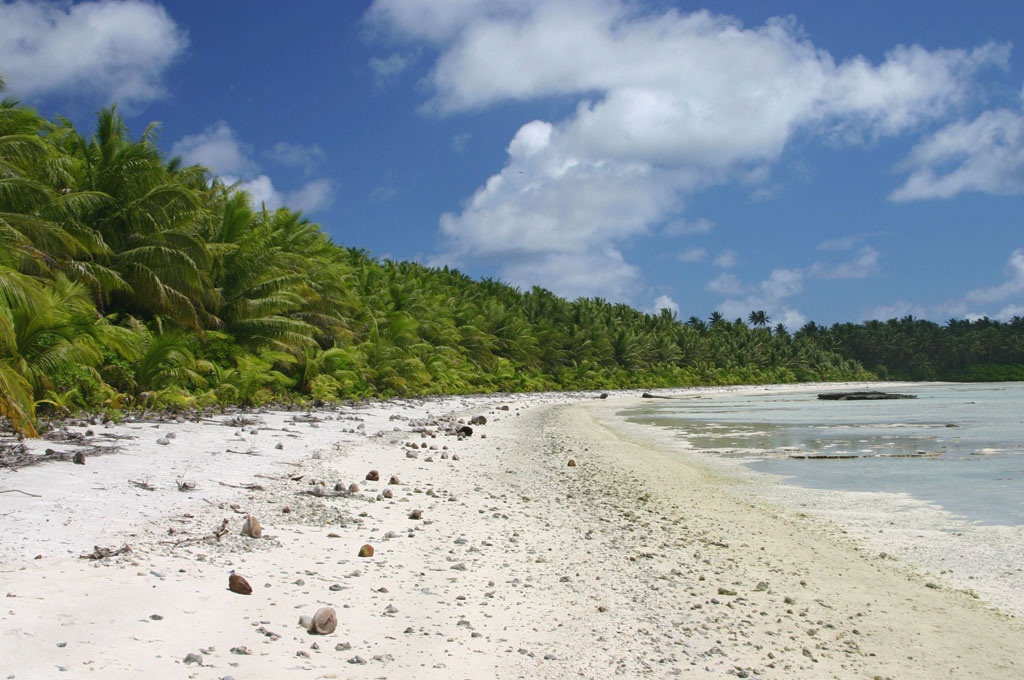
Bãi biển bắc của Đảo Palmyra.

Palmyra là một lãnh thổ hợp nhất (không thể tách rời) của Hoa Kỳ, nghĩa là nó lệ thuộc vào các điều khoản chứa đựng trong Hiến pháp Hoa Kỳ và luôn luôn thuộc chủ quyền của Hoa Kỳ. Tuy nhiên nó cũng là lãnh thổ chưa được tổ chức vì không có một đạo luật tổ chức chính quyền nào được ban hành từ quốc hội quy định làm sao quản trị đảo; luật thích hợp duy nhất và đơn giản là trao quyền cho Tổng thống tự theo ý mình trong việc quản lý đảo nếu thấy thỏa đáng.
Vấn đề cai quản Palmyra là một điểm đáng nói vì không có cư dân và cũng không có lý do nào tin rằng sẽ có cư dân sống trên đảo trong tương lai. Vì thế hiện tại nó vẫn là lãnh thổ hợp nhất duy nhất nhưng chưa được tổ chức của Hoa Kỳ. Nó thuộc sở hữu riêng của Hội Bảo tồn Thiên nhiên và được điều hành như một khu bảo vệ thiên nhiên nhưng được quản lý từ Washington, D.C. qua Phòng Quốc hải vụ Hoa Kỳ thuộc Bộ Nội vụ Hoa Kỳ. Vùng nước xung quanh và bên ngoài 12 hải lý (22,2 km) giới hạn, được chuyển cho Cục Bảo vệ Cá và Hoang dã Hoa Kỳ và được đặt tên là Vùng Bảo vệ Hoang dã Quốc gia Rạn san hô vòng Palmyra năm 2001.
Vì mục đích thống kê, Đảo Palmyra đôi khi được xếp vào nhóm các tiểu đảo xa của Hoa Kỳ.

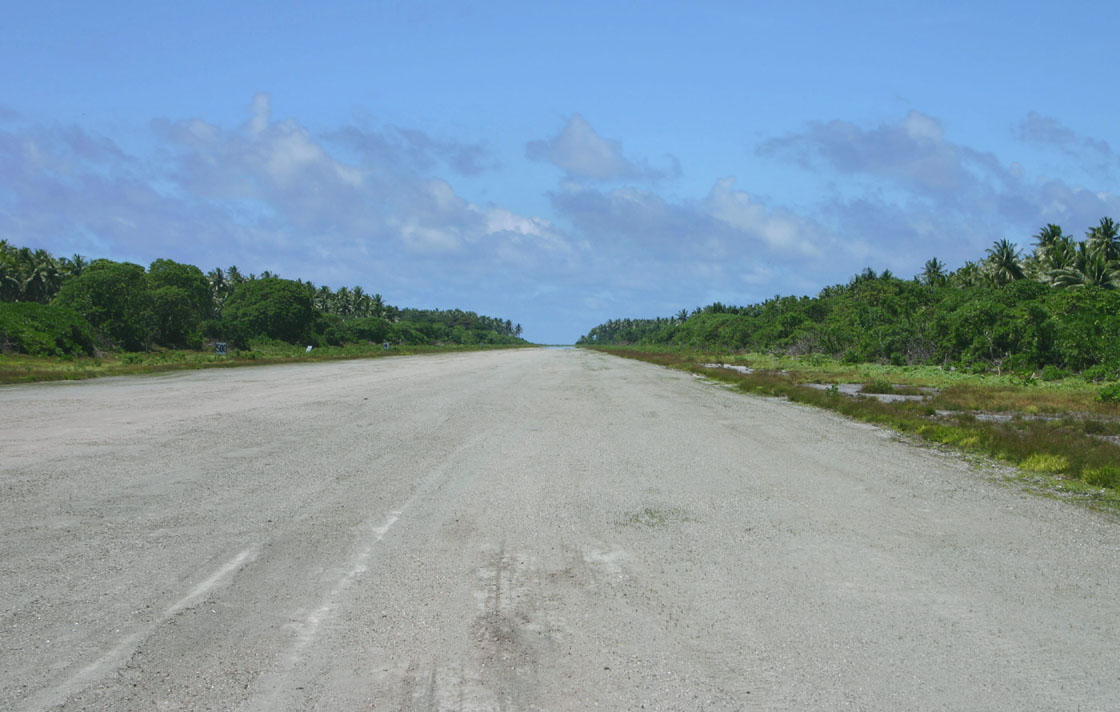
Phi đạo Palmyra

Hiện tại không có hoạt động kinh tế trên đảo. Nhiều đường sá và đường đê (causeway) trên đảo được xây trong Thế chiến thứ hai. Hiện nay tất cả không còn sử dụng được nữa và xuống cấp. Có một phi đạo không sửa chữa và không rải nhựa dài 2.000 mét. Nhiều kiến trúc thời Thế chiến thứ hai sót lại được tìm thấy trên đảo.
Đảo có người của một nhóm các khoa học gia, nhân viên và tình nguyện viên của Hội Bảo tồn Thiên nhiên, đại diện Cục Bảo vệ Cá và Hoang dã Hoa Kỳ trong những năm qua (tổng cộng từ 4 đến 20). Một loạt các cải tiến trong năm 2004 gồm có những nhà mới kiểu "bungalows" cho hai người ở và vòi nước tắm cho cư dân trên đảo. Nước được thu từ mái các tòa nhà bằng bê tông, không xa khu sinh sống chính của các khoa học gia. Các nhà sinh hoạt cộng đồng nằm ở phía bắc Đảo Cooper (khu duy nhất trên đảo) có nhà nấu/phòng ăn chung, đối diện bến tàu duy nhất của đảo. Nhà kho chứa thuyền kayak và dụng cụ lặn gần bên đường lên xuống tàu thuyền con.
Palmyra nằm trong Thái Bình Dương nơi mà hai dòng nước nam và bắc gặp nhau nên bờ biển của nó có nhiều rác và các vật vụn khác. Phao neo thuyền bằng plastic đầy trên bãi biển Đảo Palmyra cùng các loại chai đựng nước uống và bột giặt plastic, v.v.
Phần lớn của đảo không cho công chúng vào vì sợ nguy hiểm có thể gây ra bởi những đạn pháo thời Thế chiến thứ hai còn sót lại và chưa nổ.

## Lịch sử

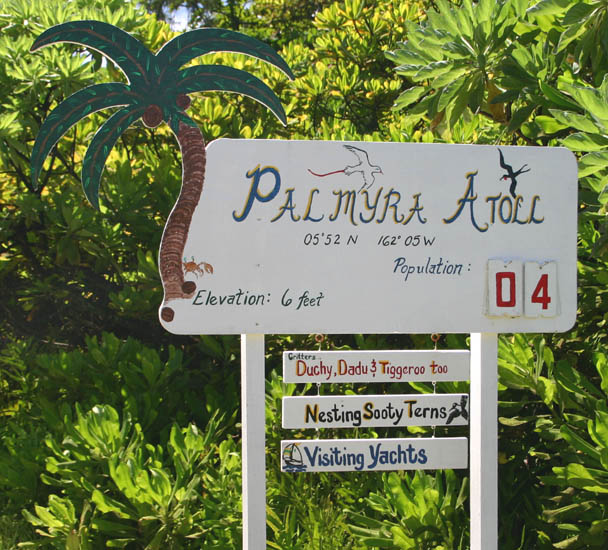
Bảng ghi dân số ở và độ cao của đảo.

Cờ không chính thức của Đảo Palmyra.

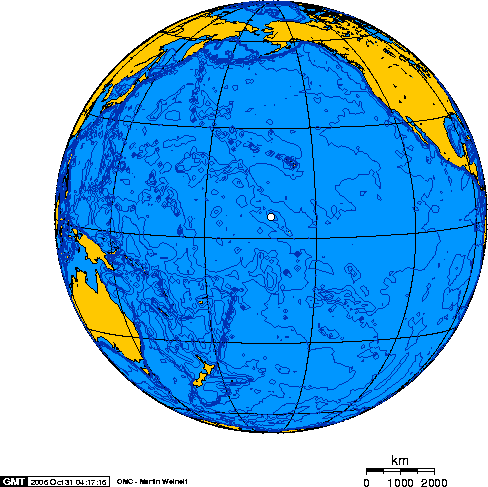
Điểm chiếu trực giao Rạn san hô vòng Palmyra trên địa cầu.

Palmyra được tìm thấy đầu tiên vào năm 1798 bởi thuyền trưởng Mỹ Edmund Fanning của Stonington, Connecticut trong khi tàu Betsy của ông đang trên đường sang Á châu. Mãi đến ngày 7 tháng 11 năm 1802 mới có người tây phương đầu tiên đổ bộ lên đảo không người này, đó là Thuyền trưởng Sawle của tàu Hoa Kỳ Palmyra bị đắm tại đảo.
Năm 1859, Palmyra được tuyên bố chủ quyền bởi Tiến sĩ Gerrit P. Judd của tàu Josephine cho Công ty Phân chim Mỹ và cho Hoa Kỳ theo Đạo luật Đảo Phân chim năm 1856 nhưng công ty chưa từng khai thác phân chim tại đây vì không có phân để khai thác. Palmyra có nhiều mưa nên phân chim không tích tụ lại được. Trong lúc đó, ngày 26 tháng 2 năm 1862, Kamehameha IV, quốc vương thứ tư của Hawaii, ra chỉ thị cho Thuyền trưởng Zenas Bent và Johnson B. Wilkinson, cả hai là công dân Hawaii, đi tàu lên Palmyra và nhân danh quốc vương chiếm đảo. Ngày 15 tháng 4 năm 1862 đảo chính thức bị sáp nhập vào Vương quốc Hawaii.
Thuyền trưởng Bent bán quyền làm chủ Palmyra cho Wilkinson ngày 24 tháng 12 năm 1862 và từ năm 1862 đến 1885, Kalama Wilkinson làm chủ đảo và sau đó chia quyền thừa kế làm ba phần vào năm 1885.
Năm 1898 Đảo Palmyra bị Hoa Kỳ thôn tính vì Hoa Kỳ đã sáp nhập cả Quần đảo Hawaii vào lãnh thổ mình trước đó và Palmyra trở thành một phần trong Lãnh thổ Hawaii (tên gọi chính thức trước khi thành tiểu bang) ngày 15 tháng 4 năm 1900. Trước khi Hoa Kỳ chính thức thôn tính đảo, Anh đã biểu lộ ý muốn giành đảo này làm một phần cho "Đế quốc Phân chim" của John T. Arundel & Company; và vào năm 1889 người Anh thậm chí đã chính thức thôn tính đảo. Để chấm dứt nỗ lực sắp tới của Anh hoặc những tranh chấp, một đạo luật thứ hai riêng lẻ về việc thôn tính Palmyra của Hoa Kỳ được cho ra đời năm 1911.
Ngày 21 tháng 2 năm 1912 Chính phủ Hoa Kỳ chính thức tuyên bố chủ quyền trên đảo, lúc đó vẫn còn là một phần của lãnh thổ Hawaii.
Năm 1934, Đảo Johnston, Rạn san hô Kingman và Palmyra được đặt dưới quyền của Hải quân Hoa Kỳ. Khi Hải quân Hoa Kỳ dùng đảo làm trạm không quân của hải quân vào ngày 15 tháng 8 năm 1941, rạn vòng này là thuộc sở hữu riêng của công dân Hoa Kỳ và bao gồm người Hawaii. Đảo thường trực chỉ có các đại diện chính phủ của đảo gọi là Chỉ huy đảo từ tháng 11 năm 1939 đến 1947.
Khi Hawaii trở thành tiểu bang năm 1959, Palmyra, trước đó chính thức là một phần của thành phố và quận Honolulu, bị tách rời khỏi tiểu bang mới thành một lãnh thổ chưa hợp nhất của Hoa Kỳ được Bộ Nội vụ Hoa Kỳ quản lý.
Năm 1962, Bộ Quốc phòng Hoa Kỳ sử dụng đảo như một nơi cất dụng cụ nghiên cứu trong khi thử nghiệm vũ khí nguyên tử cao độ trên Đảo Johnston. Có một đội ngũ chuyên viên khoảng mười người cắm trại trên đảo và ở đó suốt thời kỳ này. Nhưng cũng có trung bình khoảng 40 người ở đó để chạy các thiết bị và phục đội ngũ chuyên viên. Những người này đại diện nhiều đại học và phòng thí nghiệm trên toàn thế giới.
Tháng 7 năm 1990, Peter Savio của Honolulu thuê mướn đảo cho đến 2065 và thành lập Công ty Phát triển Palmyra. Tháng 1 năm 2000, Hội Bảo tồn Thiên nhiên mua đảo cho mục đích nghiên cứu và bảo tồn đá ngầm san hô.
Năm 2005, một nhóm khoa học gia trên thế giới gia nhập vào Hội Bảo tồn Thiên nhiên xây một trạm nghiên cứu mới trên đảo để nghiên cứu sự nóng lên của Trái Đất, sự biến mất các dãy đá san hô, các sinh vật và những đe dọa môi trường địa cầu.
Hiện nay, một cuộc nghiên cứu đã được xuất bản nói về san hô hóa thạch trôi dạt vào bờ biển Đảo Palmyra. San hô hóa thạch được nghiên cứu để tím bằng chứng ảnh hưởng của hiện tượng El Niño trên vùng nhiệt đới Thái Bình Dương trong 1.000 năm qua.